# Лимния (дем Кавала)
Лимния или Суютчук (на гръцки: Λιμνιά, до 1926 година Σουγιουτζούκ, Суюдзук) е село в Гърция, в дем Кавала, област Източна Македония и Тракия.

## География
Селото е разположено северно от демовия център Кавала, в планитата Урвил на 720 m надморска височина.

## История

### В Османската империя
В началото на XX век селото е изцяло турско селище в Кавалска кааза на Османската империя. Съгласно статистиката на Васил Кънчов („Македония. Етнография и статистика“) към 1900 година Куридже е изцяло турско селище с 450 жители.

### В Гърция
След Междусъюзническата война в 1913 година селото попада в Гърция. При обмена на население между Турция и Гърция в 1923 година жителите на Суютчук са изселени в Турция по силата на Лозанския договор и на тяхно място са заселени гърци бежанци. Според статистиката от 1928 година селото е изцяло бежанско с 86 семейства и 356 жители общо. В 1926 година името на селото е сменено на Лимния. Българска статистика от 1941 година показва 469 жители.
Селото пострадва от Гражданската война (1946 - 1949) и населението му намалява наполовина.
Населението отглежда малко жито и се занимава и със скотовъдство.
| Име      | Име       | Ново име   | Ново име   | Описание                           |
| -------- | --------- | ---------- | ---------- | ---------------------------------- |
| Маслаки  | Μασλάκι   | Дексамени  | Δεξαμενή   |                                    |
| Саръ даг | Σαρί Ντάγ | Хрисопетра | Χρυσόπετρα | връх в Урвил (962 m), СЗ от Лимния |
| Потук    | Ποτοὺκ    | Лимни      | Λίμνη      | връх в Урвил (729 m), ЮЗ от Лимния |

| Година    | 1913 | 1920 | 1928 | 1940 | 1951 | 1961 | 1971 | 1981 | 1991 | 2001 | 2011 | 2021 |
| --------- | ---- | ---- | ---- | ---- | ---- | ---- | ---- | ---- | ---- | ---- | ---- | ---- |
| Население | 1109 | 983  | 386  | 462  | 208  | 209  | 160  | 105  | 72   | 65   | 35   | 20   |